# Marpissa manipuriensis
Marpissa manipuriensis là một loài nhện trong họ Salticidae.
Loài này thuộc chi Marpissa. Marpissa manipuriensis được Biswamoy Biswas & Biswamoy Biswas miêu tả năm 2004.